# Грб Шлезије
Грб Шлезије не постоји, јер Шлезија се састоји из Горње и Доње Шлезије и никад није имала свој јединствени грб.

## Горња Шлезија
Грб Горње Шлезије чини златни (Or) нарогушени орао (Eagle) окренут налево, тј. хералдичко десно (Dexter) на плавом (Azure) штиту.

## Доња Шлезија
Грб Доње Шлезије чини овенчани црни (Sable) нарогушени орао (Eagle) окренут налево, тј. хералдичко десно (Dexter) на златном (Or) штиту. Орао (Eagle) има на себи сребрни (Argent) полумесец која повезује врхове крила у којима твори тролисну детелину, док на грудима има гвоздени крст.